# DFS 194
Die DFS 194 war ein Versuchsflugzeug der Deutschen Forschungsanstalt für Segelflug (DFS).

## Entwicklung
Der in Alexander Lippischs Buch „Ein Dreieck fliegt“ abgebildete erste Entwurf zeigt ein einmotoriges schwanzloses Jagdflugzeug mit Druckpropeller und nach unten hängenden Flügelspitzen wie bei den direkten Vorgängern DFS 39 und DFS 40.
Gebaut wurde das Flugzeug, nachdem Hellmuth Walter den nach ihm benannten Walter-Antrieb fertiggestellt hatte und somit ein leistungsstarkes Raketentriebwerk für ein Hochgeschwindigkeits-Versuchsflugzeug zur Verfügung stand. Für den Einbau eines Raketenantriebes war ein schwanzloses Flugzeug besonders geeignet. Die Entwicklung der Zelle wurde Alexander Lippisch übertragen, mit dessen Flugzeug „Ente“ bereits 1928 der erst geglückte Raketenflug durchgeführt worden war und der als führende Kapazität für schwanzlose Flugzeugentwürfe galt.
Anders als beim Basisentwurf vorgesehen wurde auf die abgewinkelten Flügelenden verzichtet, da sie eventuell im Schnellflug zum Flattern neigen konnten. Stattdessen wurde der Rumpf in ein Seitenleitwerk auslaufend gestaltet. Im Januar 1939 wechselte Lippisch zusammen mit einem Dutzend seiner Mitarbeiter von der DFS zur Messerschmitt AG, da sich das Projekt in dem zivilen Forschungsinstitut der DFS nicht fortsetzen ließ. Damit begann die militärische Weiterentwicklung des Projektes zu einem Forschungsträger für Hochgeschwindigkeits-Kampfflugzeuge mit Raketenantrieb.
Um die Sache nicht unnötig zu verkomplizieren, wurde entschieden, auf ein Fahrwerk zu verzichten und die Maschine auf einer Kufe landen zu lassen. Der Start erfolgte – wie damals im Segelflug üblich – auf einem abwerfbaren einachsigen Rollwagen.
Die Flugerprobung mit Raketentriebwerk wurde ab Sommer 1941 begonnen. Es wurde ein Raketentriebwerk Walter R 1-203 mit 300 kp (2,9 kN) Schub verwendet, womit das Flugzeug 550 km/h erreichte. Die DFS 194 war einer der direkten Vorläufer der Messerschmitt Me 163 und ähnelte bereits stark deren erstem Prototyp Me 163A V4.

## Technische Daten

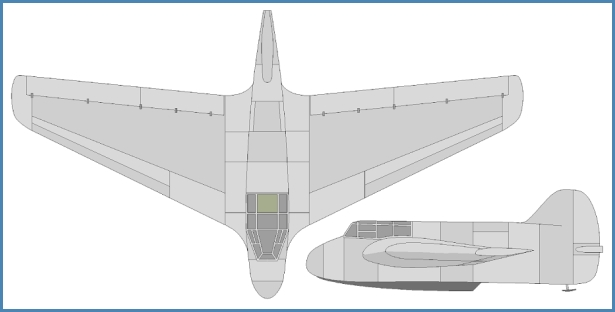
Zweiseitenansicht der DFS 194, 1939

| Kenngröße             | Daten                            |
| --------------------- | -------------------------------- |
| Besatzung             | 1                                |
| Länge                 | 7,20 m                           |
| Spannweite            | 9,30 m                           |
| Höhe                  |                                  |
| Flügelfläche          | 17,52 m²                         |
| Leermasse             |                                  |
| Startmasse            | 2100 kg                          |
| Höchstgeschwindigkeit | 550 km/h                         |
| Triebwerke            | ein Walter R 1-203; 2,9 kN Schub |